# ハラルト・ボーア
ハラルト・アウグスト・ボーア（Harald August Bohr、1887年4月22日、コペンハーゲン - 1951年1月22日、同地）は、デンマークの数学者。アマチュアサッカー選手出身、Akademisk Boldklub(ABコペンハーゲン）五輪代表選手。1915年から応用工科単科大学(Polytekniske Læreanstalt)教授、1930年からコペンハーゲン大学教授を歴任した。
ボーア・モレルップの定理にその名を残す。

## 来歴・人物
1908年ロンドンオリンピックに出場し銀メダルを獲得した。リーマンのゼータ関数を研究し、概周期函数論を創始した。同分野の英国人数学者ハーディとも親交があった。父は生理学者のクリスティアン・ボーア、兄は原子物理学者のニールス・ボーア。